# Сентачан
Сентача́н (якут. Сентачаан) — село в Верхоянском улусе Якутии России. Входит в состав городского поселения посёлок Батагай.

## География
Село находится в северной части Якутии, у небольшой реки Шумный, на расстоянии 282 км от административного центра улуса и наслега — посёлка Батагай.
Климат
Климат характеризуется как резко континентальный, с продолжительной морозной малоснежной зимой и коротким прохладным летом. Средняя температура воздуха самого тёплого месяца (июля) составляет 16-17 °C; самого холодного (января) −38 −48 °C. Среднегодовое количество атмосферных осадков составляет 150—300 мм. Снежный покров держится в течение 215—235 дней в году.

## История
Согласно Закону Республики Саха (Якутия) от 30 ноября 2004 года N 173-З N 353-III село вошло в образованное муниципальное образование городского поселения посёлок Батагай.

## Население
| 2002 | 2010 | 2021 |
| ---- | ---- | ---- |
| 3    | ↗12  | ↘0   |

## Инфраструктура
Месторождение золотосурьмяной руды Сентачан

## Транспорт
Зимник "посёлок Усть-Нера — участок «Сентачан».